# Marathon de Mombasa
Le Marathon de Mombasa est un marathon couru dans les rues de Mombasa. Actuellement sponsorisé par l'opérateur de réseau mobile Safaricom, la course annuelle, qui se déroule en mai, a pour point de départ et d'arrivée le square de La trésorerie (Treasury Square) dans le quartier de Ngomani et à 150 m du fort Jesus.